# Labajos (kommunhuvudort)
Labajos är en kommunhuvudort i Spanien.   Den ligger i provinsen Provincia de Segovia och regionen Kastilien och Leon, i den centrala delen av landet, 80 km nordväst om huvudstaden Madrid. Labajos ligger 1 067 meter över havet och antalet invånare är 148.
Terrängen runt Labajos är huvudsakligen lite kuperad. Labajos ligger uppe på en höjd. Runt Labajos är det glesbefolkat, med 8 invånare per kvadratkilometer. Närmaste större samhälle är Maello, 3,8 km söder om Labajos. Trakten runt Labajos består i huvudsak av gräsmarker.